# Lenny (álbum)
Lenny es el sexto álbum de estudio del cantante estadounidense de hard rock Lenny Kravitz, lanzado el 30 de octubre de 2001.
Se vendieron más de un millón de copias en Europa y los Estados Unidos.

## Listado de canciones
| LP original |                           |         |          |  |
| N.º         | Título                    | Música  | Duración |  |
| 1.          | «Battlefield of Love»     | Kravitz | 3:14     |  |
| 2.          | «If I Could Fall in Love» | Kravitz | 4:21     |  |
| 3.          | «Yesterday Is Gone»       | Kravitz | 3:52     |  |
| 4.          | «Stillness of Heart»      | Kravitz | 4:15     |  |
| 5.          | «Believe in Me»           | Kravitz | 4:40     |  |
| 6.          | «Pay to Play»             | Kravitz | 2:50     |  |
| 7.          | «A Million Miles Away»    | Kravitz | 4:32     |  |
| 8.          | «God Save Us All»         | Kravitz | 3:53     |  |
| 9.          | «Dig In»                  | Kravitz | 3:37     |  |
| 10.         | «You Were in My Heart»    | Kravitz | 5:29     |  |
| 11.         | «Bank Robber Man»         | Kravitz | 3:31     |  |
| 12.         | «Let's Get High»          | Kravitz | 5:39     |  |
| 47:13       |                           |         |          |  |

 again

## Créditos
- Lenny Kravitz — Producción, voz
- David Baron —	Sintetizador
- Josh Deutsch — A&R
- Henry Hirsch — Ingeniero, compositor
- Len Peltier —	Dirección artística
- Terry Richardson — Fotografía
- Craig Ross — Guitarra